# Popielewo, Hạt Police
Popielewo [pɔpjɛˈlɛvɔ] (German Haffhorst) là một khu định cư ở khu hành chính của Gmina Nowe Warpno, thuộc Hạt cảnh sát, West Pomeranian Voivodeship, ở phía tây bắc Ba Lan, gần biên giới Đức. Nó nằm khoảng 11 kilômét (7 mi)   về phía đông nam của Nowe Warpno, 19 km (12 mi) phía tây bắc của Cảnh sát, và 31 km (19 mi) phía tây bắc của thủ đô khu vực Szczecin.
Trước năm 1945, khu vực này là một phần của Đức. Đối với lịch sử của khu vực, xem Lịch sử của Pomerania.